# Фаца-Рошіє
Фаца-Рошіє (рум. Fața Roșie) — село у повіті Хунедоара в Румунії. Входить до складу комуни Бетрина.
Село розташоване на відстані 313 км на північний захід від Бухареста, 24 км на захід від Деви, 131 км на південний захід від Клуж-Напоки, 107 км на схід від Тімішоари.

## Населення
За даними перепису населення 2002 року у селі проживали 33 особи, усі — румуни. Усі жителі села рідною мовою назвали румунську.